# Fijn zwelmos
Fijn zwelmos (Scytinium pulvinatum) is een korstmossoort uit de familie Collemataceae. Het leeft terrestrisch in symbiose met de alg Nostoc.

## Determinatie
Het thallus heeft een diameter van 1–4 cm en is 100–125 µm dik. Het is schubvormig en bestaat uit bladvormige bruine schubjes. De schubjes hebben isidiën, die eruit zijn als haarvormige uitsteeksels langs de rand. De lobben zijn 2–6 mm breed. Meestal zijn apotheciën aanwezig. De apotheciën hebben een diameter van 0,3 tot 1 mm, zijn bruin en vaak voorzien van witte begrijping. Hij heeft geen kenmerkende kleurreacties.
De ascosporen hebben geen kleur, zijn muurvormig, 5 tot 9-voudig gesepteerd en meten 33–45 × 12–15 µm.

## Verspreiding
Het verspreidingsgebied van fijn zwelmos strekt zich uit over Europa en Noord-Amerika. In Nederland is de soort zeer zeldzaam. Het name groeit met name in de kustduinen. Het staat op de Nederlandse Rode Lijst in de categorie 'Kwetsbaar'.